# Bergische Stahlindustrie (poznański tramwaj)
Bergische Stahlindustrie typ I, II i III – grupa 38 tramwajów silnikowych dostarczona do Poznania w latach 1897-1902. Wszystkie wagony wyprodukowało przedsiębiorstwo Bergische Stahlindustrie, a aparaturę elektryczną dostarczyła berlińska firma Union Elektrizitäts Gesellschaft. Napęd początkowo stanowiły silniki GE800 o mocy 15 KM – pojedynczy w typie I i początkowo w typie II, lub montowane parami w typie II montowanym w Poznaniu i typie III. Poszczególne typy różniły się natomiast konstrukcją pudeł. Były to pierwsze poznańskie tramwaje elektryczne, które początkowo, od 6 marca 1898 kursowały pojedynczo, jednak po próbach prowadzonych od 18 kwietnia, a liniowo od 19 maja 1898 w dwuwagonowych pociągach. Rolę wagonu doczepnego pełnił przebudowany wagon tramwaju konnego. Począwszy od 1921 do 1928 roku we wszystkich trzech typach rozpoczęto montowanie na pomostach przeszklonych ścian czołowych oraz hamulcy elektrodynamicznych.

## Typ I
Grupa 15 wagonów dostarczona do Poznania w latach 1897-1898. W zewnętrznej budowie cechą charakterystyczną były trzy łukowato wykończone przy górnej krawędzi okna. We wnętrzu, pod ścianami znajdowały się ławki, posiadające łącznie 16 miejsc siedzących. Kolejnych 12 osób mogło zajmować miejsca stojące na odkrytych pomostach. Tramwaje otrzymały numery taborowe od 1-15. W 1909 roku dokonano pierwszej modyfikacji polegającej na zamontowaniu drugiego silnika. W 1923, prawdopodobnie wagon nr 1, został przebudowany na wagon ciężarowy nr 302. Zdemontowano w nim przedział pasażerski, montując drewnianą skrzynię ładunkową z opuszczanymi burtami, stanowisko motorniczego umieszczono na odkrytym pomoście, a odbierak prądu na stalowej konstrukcji w kształcie trapezu wykonanej z prętów. W 1925 zaczęto wycofywać wagony tego typu z ruchu, przebudowując je następnie na wagony doczepne. Przy tej przebudowie wydłużano i zamykano pomost, demontowano aparaturę elektryczną i wszystkie ścianki działowe zostawiając ławki dla pasażerów pod oknami. Tak przebudowane wagony stwarzały wrażenie dużej przestrzeni, stąd ich przydomek "stodoła" lub "zeppelin". W 1925 powstał jeden tego typu wagon, na bazie pojazdu nr 2 (nowy numer 171). Wejścia w tym wagonie zamykała oryginalna krata z pierwotnego wagonu, w kolejnych zaś zastosowano pełne, przesuwne drzwi. W 1926 powstało pięć tego typu wagonów (172 i 180-183), a w 1927 kolejne pięć o numerach 184-188. Powstały one najprawdopodobniej na bazie wagonów 3-9 oraz 13-15. Wagon nr 10 prawdopodobnie przebudowano na wóz ratunkowy nr 110 (przenumerowany w 1941 na 502 i w tym samym roku zezłomowany), a 11 i 12 na zamknięte wozy gospodarcze o numerach 111 i 112 (zezłomowany w grudniu 1937 roku). W 1941 władze niemieckie przenumerowały wagony, przydzielając doczepnym powstałym na bazie typu I numery 340-350, zaś gospodarczemu 111 numer 503. W 1948, 11 ocalałych wagonów doczepnych zmodernizowano budując nowe nadwozia nawiązujące do tramwajów typu R,C i Z nadając im oznaczenie P3D. Wagony doczepne tego typu wycofano ze służby do 1972, wraz z wprowadzeniem wozów Konstal 102Na.
W 2015 roku poinformowano, że firma Modertrans Poznań, na podstawie odnalezionych pozostałości wagonu typu I, który pełnił rolę kontenera na odpady ze stolarni w zajezdni przy Gajowej, planuje budowę repliki tego typu pojazdu.

## Typ II
Wagony tego typu dostarczono do Poznania w latach 1897-1898 w liczbie 15 sztuk. Od typu I różniły się czterema łukowato wykończonymi oknami, oraz pojemniejszym wnętrzem gdzie na ławkach pod oknami miejsce mogło zająć 20 osób. Oznaczono je numerami taborowymi od 16 do 25. Identyczne wagony, na podstawie dostarczonych podwozi oraz dostarczonych części nadwozia w warsztatach przy Gajowej – były to w 1898 roku wozy o numerach taborowych 36-30, a w 1900 wagony 31-33. W 1903 roku wagony z pierwszych dostaw wyposażono w drugi silnik. W drugiej połowie lat 20. wagon 24 przebudowano na holownik szlifierki torów o numerze 113, zaś wagon 23 przesunięto do taboru gospodarczego jako wóz zapasowy o numerze 114. Pozostałe wagony w 1936 roku wycofano do rezerwy zmieniając im numerację na trzycyfrową przez dodanie "2" na początku. W tym samym roku również pozostające w taborze gospodarczym wagony tego typu przesunięto do taboru zapasowego – 113 jako 224, a 114 jako 223. W 1937 sześć wagonów (216-221) sprzedano do Bydgoszczy, a 223 zezłomowano. Wagony 226 i 229 zezłomowano w listopadzie 1938, zaś 222 prawdopodobnie przenumerowano na 229, Wagon 224 przebudowano na doczepny wóz gospodarczy o numerze 334, a jego doczepkę szlifierki na doczepkę z agregatem spawalniczym o numerze 344. Wagony typu II zezłomowano w 1944 roku.

## Typ III
Cztery wagony silnikowe dostarczone w 1902 roku, konstrukcyjnie niemal identyczne z typem II, od którego różniła je jedynie nieco zmieniona konstrukcja podwozia. Na początku służby otrzymały numery taborowe 34 do 38. Wagon nr 35 (w 1924) i 36 (w 1925) przebudowano w warsztatach przy Gajowej. W zmodernizowanych wagonach wydłużono pomosty dodając nowe ściany czołowe z zamontowanymi w nich reflektorami, zastosowano nowe, solenoidowe hamulce, oraz wymieniono podwozie i napęd – wóz 35 otrzymał silniki BBC GTM2i, a 36 silniki SSW Dc581a. Modernizacja nie okazała się udana, gdyż zwiększona skrajnia uniemożliwiała im wjazd na linie śródmiejskie, co sprawiło, że po krótki czasie je odstawiono decydując się na zakup nowych tramwajów w praskiej fabryce Ringhoffera. W 1927 prawdopodobnie wykorzystano podwozia zdemontowane w wozach 35 i 36 w wagonach ciężarowe o numerach 303 i 304. W 1936 wóz nr 34 odstawiono do taboru zapasowego jako wagon nr 334, zaś pozostałym zmieniono numerację – 35 przenumerowano na 99, 36 na 46, 37 na 76, a 38 na 96. W listopadzie 1938 wagon 99 przeniesiono do taboru gospodarczego jako holownik szlifierki nr 112, a 46 przebudowano na pług do odśnieżania, który otrzymał numer 113, natomiast 76 przenumerowano na 97. Wozy 96,97 i 334 przywrócono do ruchu liniowego w pierwszym okresie niemieckiej okupacji, a w 1941 zmieniono im numery na 1-3. Przy tej samej zmianie pług 113 przenumerowano na 500, a wagon 112 na 501. Wagony te nie przetrwały walk w 1945 roku.